# Чернігівський район (Приморський край)
Чернігівський район (рос. Черни́говский райо́н) — район Приморського краю.
Адміністративний центр — село Чернігівка.

## Географія
Чернігівський район знаходиться на півдні центральної частини Приморського краю, займає південно-східну частину Пріханкайської рівнини і частину південних відрогів Синього хребта. Площа — 1870 км². На півночі і північному сході межує з Спаським, на сході — з Анучинським, на півдні — з Михайлівським, на заході і північному-заході — з Хорольським районами. На півночі має вихід до озера Ханка. Основні річки — Ілиста, Чернігівка, Медведиця, Дмитріївка, Скотська, Монастирка.

## Історія
Восени 1885 група переселенців з 25 сімей українських селян попрямувала в глиб Приморської області, до озера Ханка. Всі вони були земляками, а то й родичами із села Мутин Кролевецького повіту Чернігівської губернії. Вони зупинилися на досить великій зручній рівнині біля озера Ханка, з трьох сторін оточеній лісистими сопками одного з острогів Сіхоте-Аліня, і з невеликою річкою, що впадає в сплавну річку Лефу.
Переселенцям тоді дозволялося давати назви селищам за власним бажанням. Тому новостворене селище в пам'ять покинутої Чернігівської губернії назвали Чернігівці.
Район був утворений в 1926 році.

## Населення
Населення району за переписом 2002 року склало 39 554 чоловік (2-е місце серед районів Примор'я). З них 19 376 чоловіків та 20 178 жінок. На 2009 рік населення оцінюється в 35 043 чоловіка. Найбільші населені пункти району: село Чернігівка (14 310 чоловік), смт Сибірцево (9 451 чоловік), c. Монастирище (4 294 чоловік), смт Реттіховка (2 778 чоловік).

## Адміністративний поділ
У складі району 2 міських поселення (Сибірцевське та Реттіховське) і 3 сільських поселення (Дмитріївське, Снєгуровське і Чернігівське), в які входять 3 селища, 17 сіл, 2 залізничні станції та 1 роз'їзд.

## Транспорт
Через район проходить федеральна траса «Уссурі» «Владивосток—Хабаровськ» і транссибірська магістраль. Основні станції: Орехово-Приморське, Халкідон, Мучна, і найбільша вузлова станція — Сибірцево, від якої відходять залізничні гілки на Турій Ріг і Новочугуївку.